# Ames (La Corogne)
Pour les articles homonymes, voir Ames (homonymie).

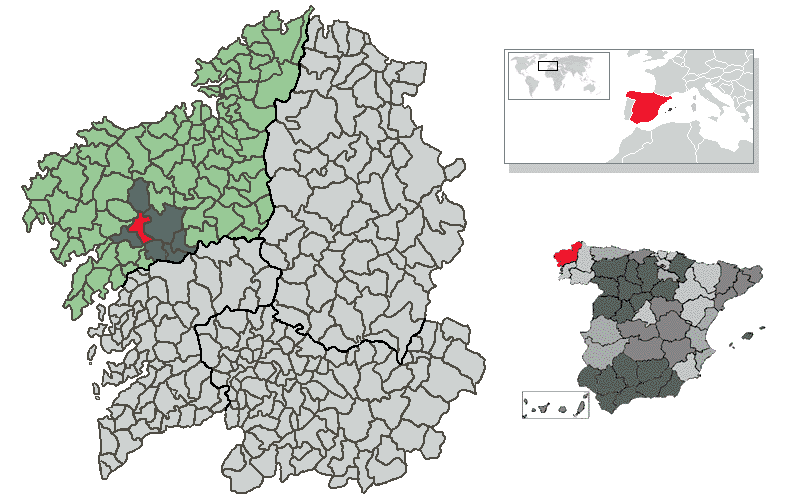
Localisation de Ames.

Ames est une commune de la province de La Corogne en Galice (Espagne). Cette ville fait partie de la comarque de Santiago. Population recensée en 2007 : 24 553 habitants selon l'institut national de statistiques espagnol. La commune est composée de 11 paroisses : Agrón (San Lourenzo), Ameixenda (Santa María), Ames (San Tomé), Biduído (Santa María), Bugallido (San Pedro), Covas (Santo Estevo), Lens (San Paio), Ortoño (San Xoán), Piñeiro (San Mamede), Tapia (San Cristovo), Trasmonte (Santa María).

## Galerie d'images

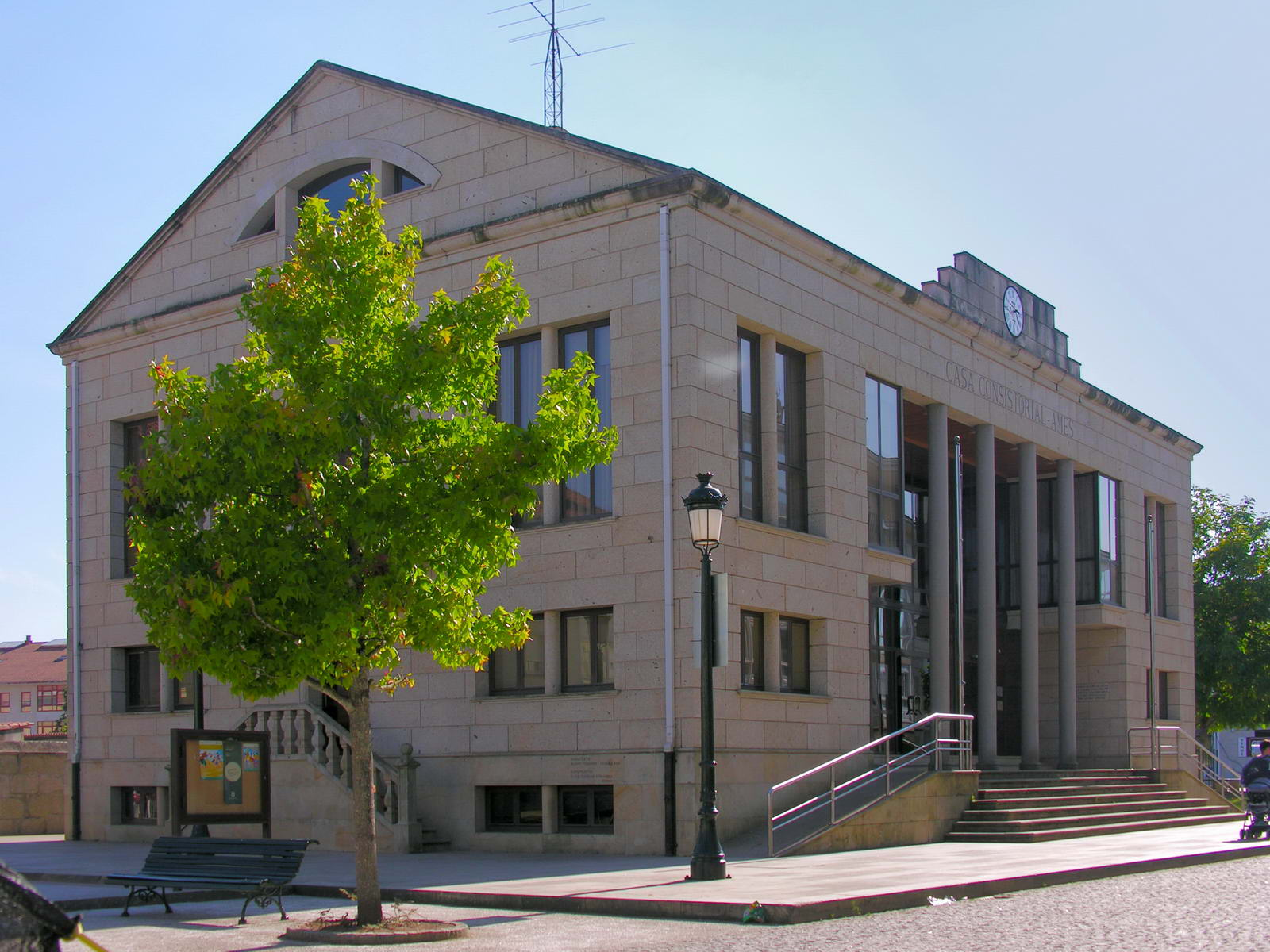
Mairie de Ames (quartier de Bertamiráns).
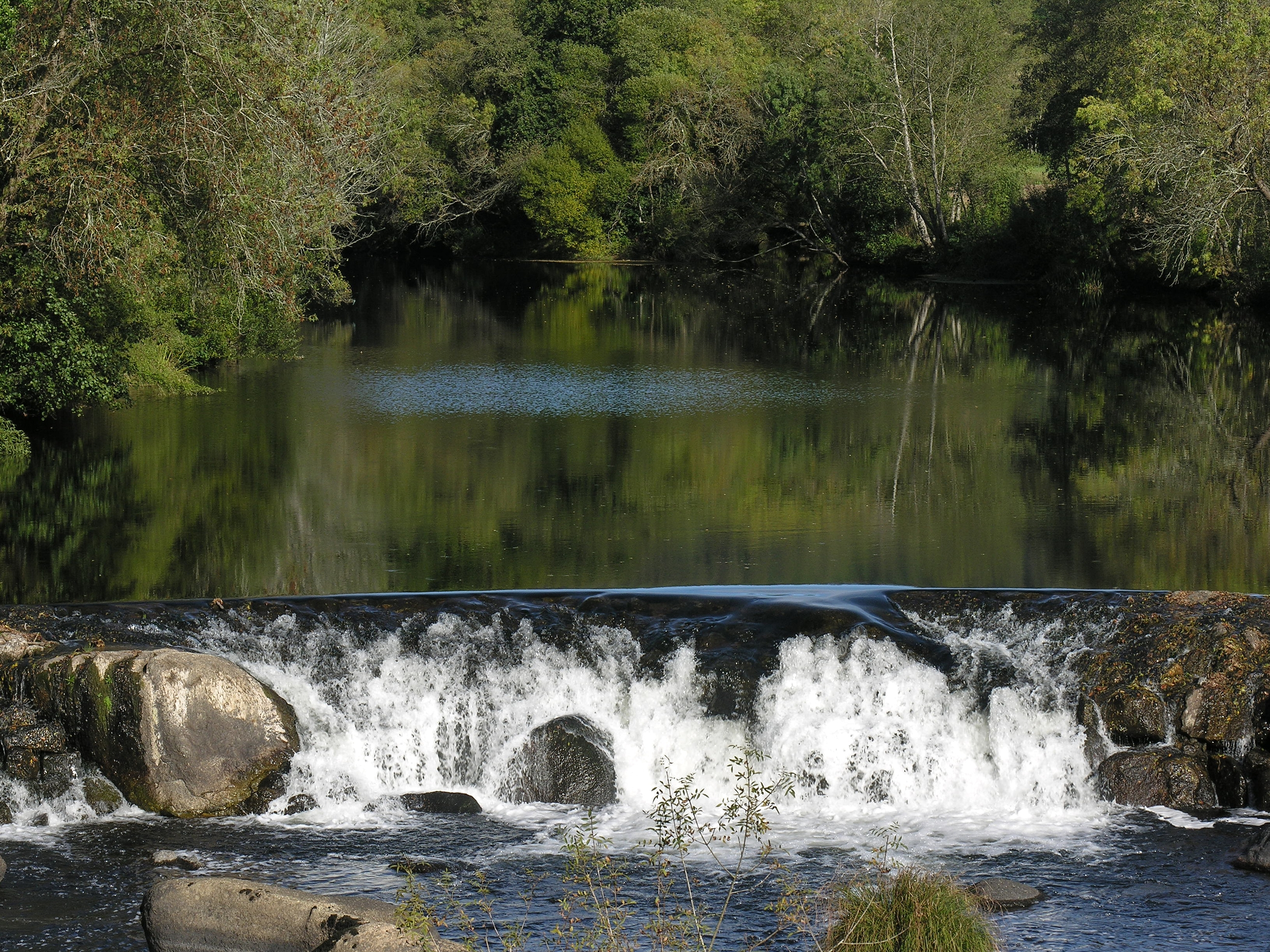
La rivière Tambre traversant le territoire de la commune.
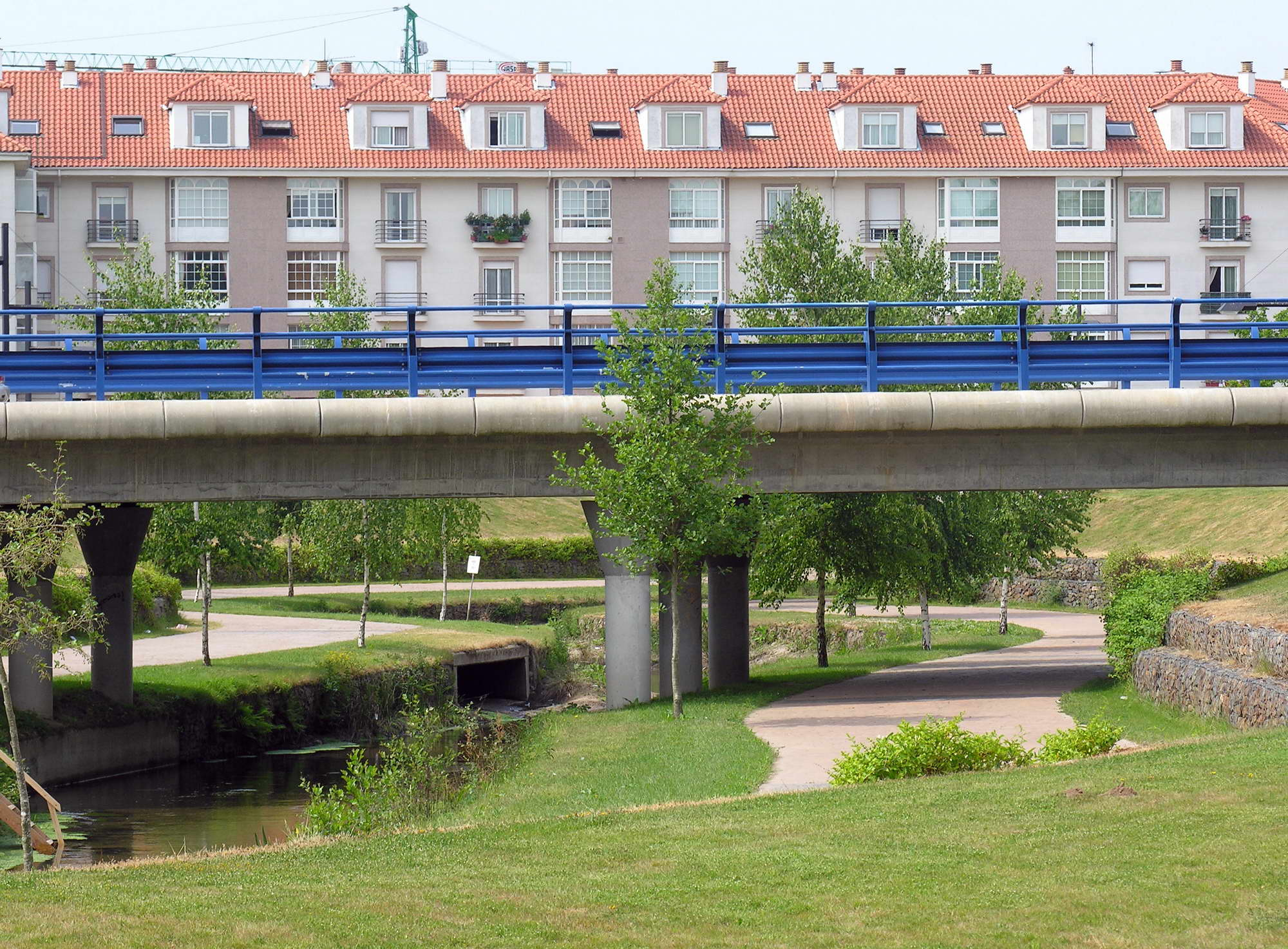
Zone de loisirs à Bertamiráns, Ames.
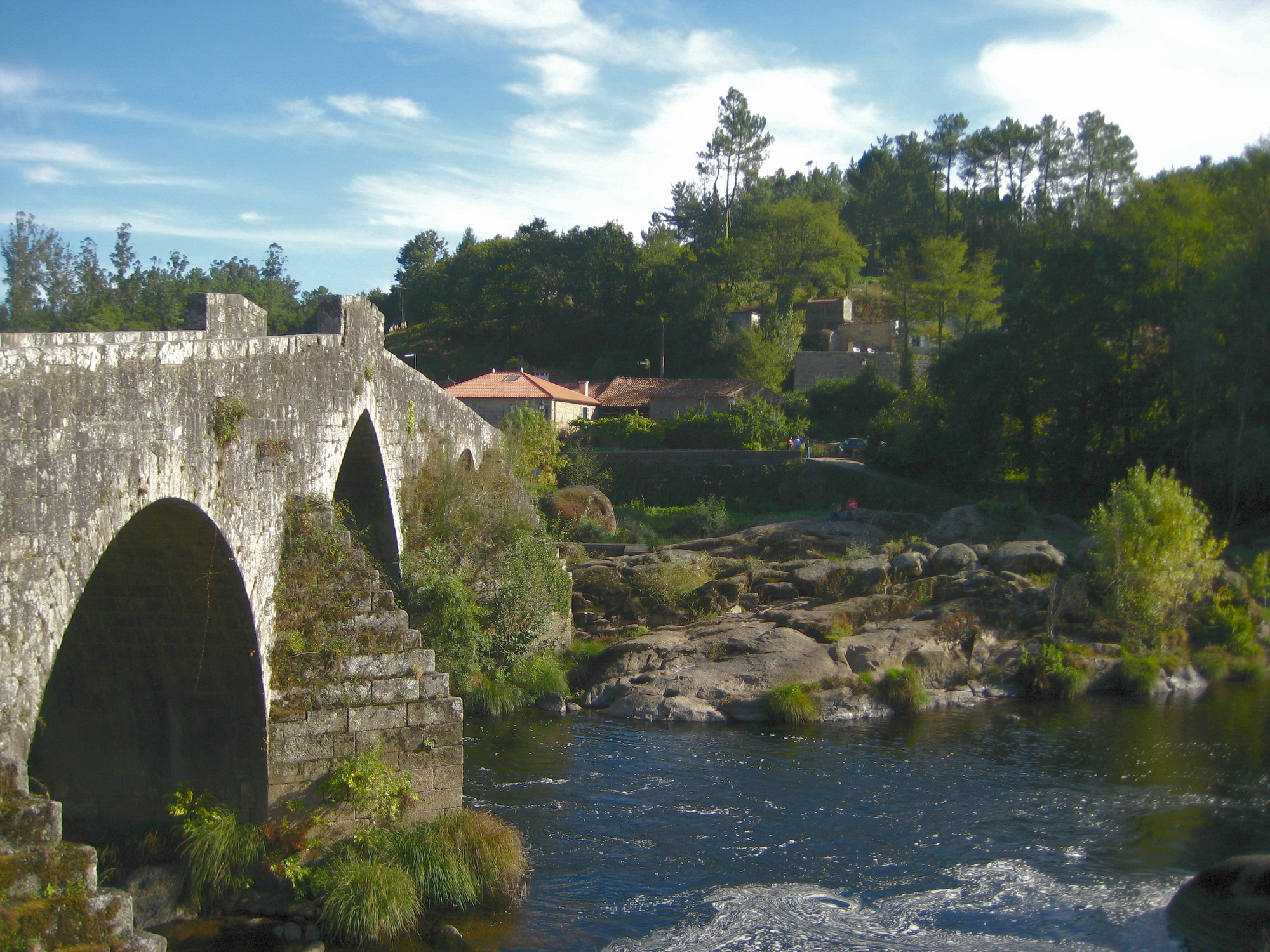
Le pont sur la Tambre qui sépare Ames de Negreira.